# Омадациклин
Омадациклин — полусинтетический антибиотик группы тетрациклинов (подкласс аминометилциклинов) широкого спектра действия.
Одобрен для применения: США (2018).

## Механизм действия
Связывается с 30S субъединицей рибосом, блокируя синтез белка.

## Показания к применению
- Внебольничная пневмония вызванная следующими микроорганизмами: Streptococcus pneumoniae, Staphylococcus aureus, Haemophilus influenzae, Haemophilus parainfluenzae, Klebsiella pneumoniae, Legionella pneumophila, Mycoplasma pneumoniae, Chlamydophila pneumoniae.

- Острые бактериальные инфекции кожи и мягких тканей у взрослых, вызванные следующими микроорганизмами:Staphylococcus aureus, Staphylococcus lugdunensis, Streptococcus pyogenes, Streptococcus anginosus grp. (S. anginosus, S. intermedius, S. constellatus), Enterococcus faecalis, Enterobacter cloacae, Klebsiella pneumoniae.[4]

## Способ применения
1 раз в день.

## Противопоказания
- повышенная чувствительность к препарату.

## Применение при беременности и в период грудного вскармливания
Омадациклин, как и другие тетрациклины, может вызывать необратимое изменение цвета зубов, гипоплазию эмали, подавление роста костей.